# Dallas Mavericks 1983-1984
La stagione 1983-1984 dei Dallas Mavericks fu la 4ª nella NBA per la franchigia.
I Dallas Mavericks arrivarono secondi nella Midwest Division della Western Conference con un record di 43-39. Nei play-off vinsero il primo turno con i Seattle SuperSonics (3-2), perdendo poi la semifinale di conference con i Los Angeles Lakers (4-1).

## Risultati
| Squadra           | V  | P  | %    | GB |
| ----------------- | -- | -- | ---- | -- |
| Utah Jazz         | 45 | 37 | 54,9 | -  |
| Dallas Mavericks  | 43 | 39 | 52,4 | 2  |
| Denver Nuggets    | 38 | 44 | 46,3 | 7  |
| Kansas City Kings | 38 | 44 | 46,3 | 7  |
| San Antonio Spurs | 37 | 45 | 45,1 | 8  |
| Houston Rockets   | 29 | 53 | 35,4 | 16 |

## Roster
| N° | Naz.                   | Ruolo | Sportivo         | Anno | Alt. | Peso |
| -- | ---------------------- | ----- | ---------------- | ---- | ---- | ---- |
| 12 | Stati Uniti (bandiera) | G     | Derek Harper     | 1961 | 193  | 84   |
| 14 | Stati Uniti (bandiera) | GA    | Dale Ellis       | 1960 | 201  | 93   |
| 15 | Stati Uniti (bandiera) | G     | Brad Davis       | 1955 | 191  | 82   |
| 20 | Stati Uniti (bandiera) | A     | Bill Garnett     | 1960 | 206  | 102  |
| 21 | Stati Uniti (bandiera) | GA    | Roger Phegley    | 1956 | 198  | 93   |
| 22 | Stati Uniti (bandiera) | G     | Rolando Blackman | 1959 | 198  | 86   |
| 24 | Stati Uniti (bandiera) | GA    | Mark Aguirre     | 1959 | 198  | 105  |
| 31 | Stati Uniti (bandiera) | A     | Jay Vincent      | 1959 | 201  | 100  |
| 33 | Stati Uniti (bandiera) | GA    | Elston Turner    | 1959 | 196  | 86   |
| 34 | Stati Uniti (bandiera) | GA    | Jim Spanarkel    | 1957 | 196  | 86   |
| 40 | Stati Uniti (bandiera) | AC    | Kurt Nimphius    | 1958 | 208  | 99   |
| 42 | Stati Uniti (bandiera) | AC    | Pat Cummings     | 1956 | 206  | 104  |
| 45 | Stati Uniti (bandiera) | AC    | Mark West        | 1960 | 208  | 104  |

## Staff tecnico
- Allenatore: Dick Motta
- Vice-allenatore: Bob Weiss
- Preparatore atletico: Doug Atkinson